# 他克莫司
他克莫司，商品名普乐可复，是一种免疫抑制药物。他克莫司可用于降低异体器官移植后存在的排异反应风险。该药物还可用于局部给药治疗 T细胞介导的疾病（如异位性皮炎和银屑病）。此外，它也适用于骨髓移植后严重的难治性葡萄膜炎、恶化的微小病变、木村病和白癜风。此外，他克莫司也可用于治疗猫和狗的干眼症。  
他克莫司是一种钙调神经磷酸酶抑制剂，该酶参与促进T细胞增殖发育的白细胞介素-2 的产生，后者是适应性免疫反应的一部分。
化学上，它是一种大环内酯类内酯 ，于 1987 年首次从含有 Streptomyces tsukubensis 的日本土壤样品发酵液中发现。
他克莫司已被列入世界卫生组织基本药物清单。 

## 医疗用途

### 器官移植
他克莫司有与环孢素类似的免疫抑制作用，但更有效。研究显示，相比于环孢素，由他克莫司引起的免疫抑制更显著地降低了急性排斥反应的发生率（30.7% vs 46.4%）。 肝移植后的首年内，他克莫司的临床结果优于环孢素，  但更长期的研究中则没有显示出此种程度的改善。他克莫司常作为移植后鸡尾酒疗法的一部分，疗法内还可包括类固醇、霉酚酸 和 白细胞介素-2 (IL-2) 受体抑制剂（如巴利昔单抗）等药物。给药量以给药后指定时间内是否达到目标血药浓度进行标定。 

### 皮肤

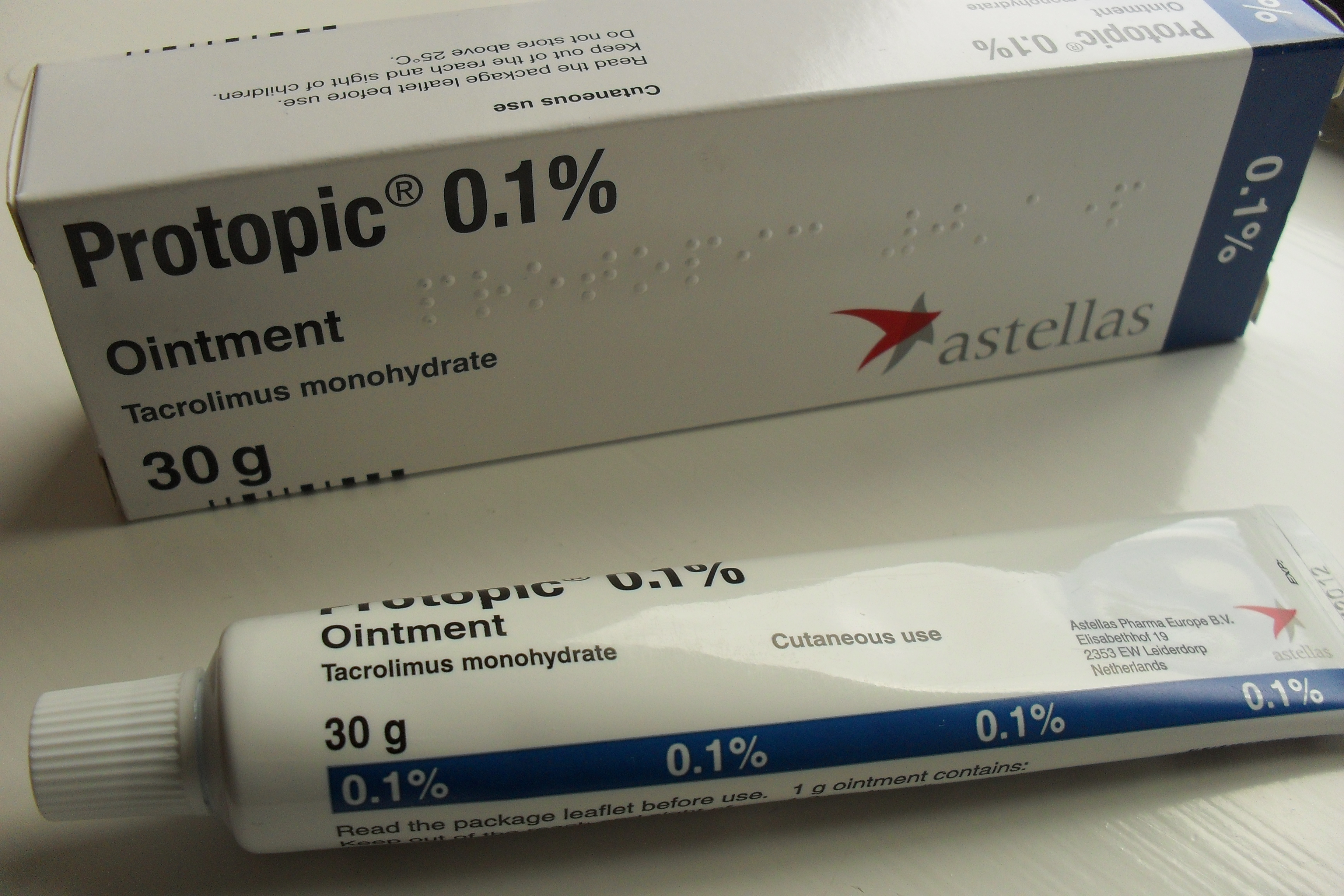
他克莫司 0.1% 软膏

作为软膏，他克莫司用于治疗湿疹，特别是異位性皮膚炎。其抑制皮炎的方式与类固醇类似，效力也与类固醇接近。他克莫司的一个重要的优势是不会导致包括皮肤萎缩在内的类固醇相关副作用。 
他克莫司可用于病变皮肤直至完全愈合，也可以低剂量连续使用（每周两次），并可用于面部和眼睑上较薄的皮肤。他克莫司已经完成了长达一年的临床试验，近期也被用于治疗儿童的以面部为首的节段型白癜风。 

### 眼睛
他克莫司作为滴剂，有时由兽医开处方用于治疗猫、狗和马眼中的角膜性结膜炎和干眼症。用于人眼的治疗尚在研究中。

## 禁忌症和注意事项
禁忌症和注意事项包括： 
- 哺乳
- 肝脏疾病
- 免疫抑制
- 婴儿
- 感染
- 肿瘤疾病，例如：
  - 皮肤癌
  - 肺癌
- 少尿
- 怀孕
- QT间期延长
- 阳光（紫外线）照射
- 葡萄柚汁[19]

### 局部使用
- 封闭敷料
- 已知或疑似恶性病变
- Netherton 综合征或类似皮肤病
- 某些皮肤感染[13]

## 副作用

### 口服或静脉注射
可能存在严重副作用，包括感染、心脏损伤、高血压、视力模糊、肝脏和肾脏问题（他克莫司有肾毒性）、 高钾血症、低镁血症、高血糖症、糖尿病、瘙痒、肺损伤、 以及各种神经症状，如食欲不振、失眠、后部可逆性脑病综合征、精神错乱、虚弱、抑郁、噩梦、痉挛、神经病、癫痫发作、震颤和紧张症。 
此外，它可能会导致现有的真菌感染或传染病（如带状疱疹或多瘤病毒）加重。 

#### 致癌和诱变
在接受免疫抑制剂以减少移植排斥反应的人中，公认他克莫司与恶性肿瘤（癌症）的风险增加有关。 最常见的癌症是非霍奇金淋巴瘤和皮肤癌。致癌风险可能与治疗强度和持续时间有关。

### 局部外用
与使用外用他克莫司软膏，尤其是在大范围使用时相关的最常见不良事件，包括初次使用时有灼烧感或瘙痒感、使用区域对阳光和热的敏感性增加。少见的副作用包括流感样症状、头痛、咳嗽和眼部灼烧感。 

#### 致癌风险
虽仍有争议，他克莫司和另一种相关的湿疹药物（吡美莫司）被质疑有致癌风险。 FDA 于 2005 年 3 月根据动物模型和少数患者的经历对该药物发布了健康警告。在进一步的人体研究得到更确凿的结论前，FDA 建议用户了解潜在的风险。然而，英国的皮肤科医生目前并不认为这是一个重大问题，并越来越多地推荐使用这些新药。 
2024年11月，国际癌症研究机构（IARC）将氢氯噻嗪、伏立康唑和他克莫司列为1类致癌物

## 药物相互作用
也像环孢菌素一样，他克莫司具有广泛的相互作用。其主要由肝酶的细胞色素P450系统代谢，有许多物质与该系统相互作用，诱导或抑制该系统的代谢活动。 
葡萄柚会增加他克莫司的血药浓度。由于感染是移植后患者发病和死亡的主要原因，因此最常见的相互作用为与抗微生物药物的相互作用，包括红霉素和克拉霉素在内的大环内酯类抗生素，以及一些较新的抗真菌药物，尤其是唑类（氟康唑、伏立康唑）。此类药物通过竞争细胞色素酶来增加他克莫司的血药浓度。 

## 药理

### 作用机制

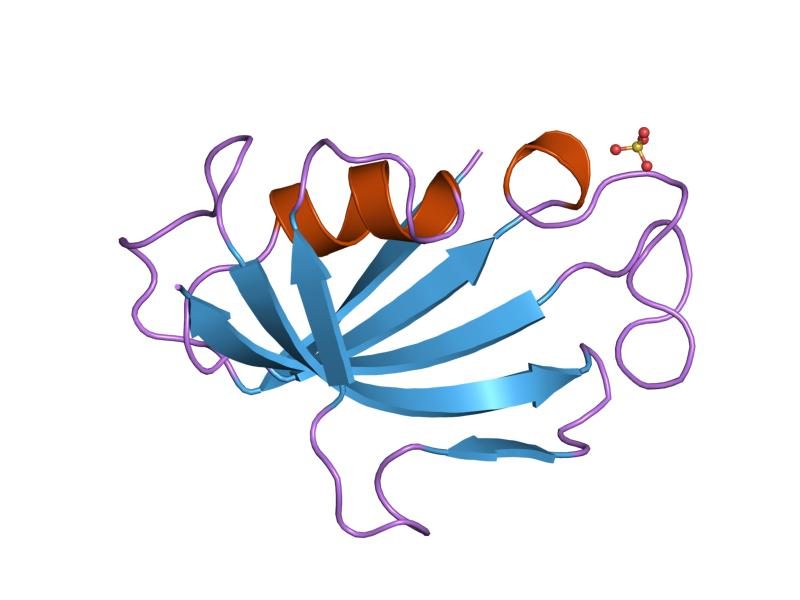
他克莫司的靶蛋白FKBP12

他克莫司是一种大环内酯类钙调神经磷酸酶抑制剂。在T细胞中，受体被激活后一般会上调胞内钙浓度，继而通过钙调蛋白来激活钙调神经磷酸酶。之后，活化T细胞核因子 (NF-AT) 被钙调神经磷酸酶去磷酸化，作为转录因子入核并上调编码 IL-2 和其他和细胞因子相关基因的表达。他克莫司可阻止 NF-AT 去磷酸化。 
具体而言，他克莫司与免疫亲和素 FK506结合蛋白（FKBP12）结合，诱导 FKBP12-FK506 复合物的形成，从而抑制肽基脯氨酰异构酶的活性。后者抑制钙调神经磷酸酶，从而抑制 T淋巴细胞信号转导和 IL-2 转录。 虽然这种活性与环孢菌素相似，但他克莫司的急性排斥反应发生率更低。 在短期免疫抑制、以及由此涉及到的患者和移植物存活率方面，两者的影响相似，但他克莫司在血脂谱上表现更优。考虑到免疫排斥在预后对移植物存活率的影响，这可能有重要的长期意义。 

### 药代动力学
他克莫司经口服在胃肠道中吸收缓慢，总生物利用度为 20%-25%（最大变化范围可达 5%-67%），1-3 小时后达到最高血浆浓度（Cmax）。将药物与三餐，尤其是富含脂肪的食物一起服用，会导致吸收的减缓与生物利用度的下降。在血液中，他克莫司主要与红细胞结合，在血浆中仅发现5%，其中98.8%以上与血浆蛋白结合。  
他克莫司主要通过 CYP3A 在肝脏和肠壁中代谢。在循环系统中发现的所有代谢物都无活性。由于清除率不同，他克莫司在不同个体中的生物半衰期差异很大，健康人（平均 43 小时）似乎高于肝移植（12 小时）或肾移植（16 小时）的患者。他克莫司主要以代谢物的形式通过粪便排出。  
局部应用于湿疹时，他克莫司几乎没有生物利用度。 

### 药物遗传学
负责他克莫司代谢的酶主要是CYP3A5 。 发生在CYP3A5 的基因突变可能导致 CYP3A5 蛋白活性的改变，从而可能影响体内他克莫司的浓度。特别是，在单核苷酸多态性(SNP) rs776746（也称为 CYP3A5 *3/*3）处G等位基因纯合的个体，其 CYP3A5 蛋白不具有功能性。 G等位基因的频率在世界范围内各不相同，部分非洲人群中低至 4%，而高加索人群中高至 80%-90%。 大量研究显示，与G等位基因非纯合的个体相比，纯合个体给药时体内他克莫司浓度更高，也只需要更低剂量的药物。维持体内的药物浓度在目标浓度附近很重要——如果浓度太低，则有移植排斥的风险，如果浓度太高，则有药物中毒的风险。有证据表明，根据不同的 rs776746基因型针对性给药可以更快、更频繁地达到目标药物浓度。然而，根据 rs776746 基因型调整给药能否改善临床结果（例如降低移植排斥或药物毒性的风险）尚缺乏一致的证据，这可能是因为服用他克莫司的患者接受治疗药物监测。    
研究表明，CYP3A5 以外的基因，如 NR1I2   （编码PXR）的遗传多态性也会显着影响他克莫司的药代动力学。

## 历史
他克莫司发现于1987年， 是最早发现的大环内酯类免疫抑制剂之一，比 1975 年在拉帕努伊岛（复活节岛）发现的雷帕霉素（西罗莫司）更早。 它由土壤细菌Streptomyces tsukubensis 产生。 他克莫司的名称意为“筑波大环内酯类免疫抑制剂”。 
他克莫司于1994年首次被美国食品和药物管理局（FDA）批准，  用于肝移植；之后其适应症范围扩展肾移植。 他克莫司的仿制药于 2017 年在美国获批。 
他克莫司于 2002 年在欧盟获批，用于治疗中度至重度特应性皮炎。  2007 年，其适应症范围扩大到预防成人肾脏、肝脏同种异体移植受者的移植排斥反应，以及治疗对其他免疫抑制药物有抵抗力的患者的同种异体移植排斥反应。  2009 年，其适应人群扩大到包含儿童，适应症扩大到预防心脏移植排斥反应。 

## 可用制剂
Astellas Pharma拥有他克莫司的销售权，并以 Prograf 品牌出售，每日服用两次。其他许多制造商有替代品牌的销售权，同样每日服用两次。 
每日一次的制剂中，获得上市许可的包括 Advagraf（Astellas Pharma）和 Envarsus（在美国由Veloxis 制药公司以商品名 Envarsus XR 销售，在欧洲由 Chiesi 销售）。 这些制剂旨在减少血液水平的药代动力学变化，以及改善服药依从性。
局部制剂由 LEO Pharma 以 Protopic 的名称销售。 

## 生物合成
他克莫司的生物合成由 1 型聚酮合酶(PKS 1) 和非核糖体多肽合酶 (NRPS) 的混合合酶完成。研究表明，混合合酶由10个 PKS1 模块和1个 NRPS 模块组成。他克莫司的合酶存在于 19 个 fkb 基因簇中，具体为fkbQ、fkbN、fkbM、fkbD、fkbA、fkbP、fkbO、fkbB、fkbC、fkbL、fkbK、fkbJ、fkbI、fkbH、fkbG、allD、allR、allK 和 allA。 
他克莫司的生物合成有几种可能的途径，其基本组成单元如下：起始单元为一分子 4,5-二羟基环己-1-烯羧酸 (DHCHC) ，伸长单为元四分子 丙二酰辅酶A 、五分子 甲基丙二酰辅酶A 、一分子 烯丙基丙二酰辅酶A 。两分子 丙二酰辅酶A 也可以用两分子 甲氧基丙二酰辅酶A 替代，此时就不再需要进行合酶后修饰。甲氧基丙二酰辅酶A 到酰基载体蛋白的生物合成由五种酶（fkbG、fkbH、fkbI、fkbJ 和 fkbK）完成。烯丙基丙二酰辅酶A 也可用 丙酰丙二酰辅酶A 替代。 
起始单元 DHCHC 由 fkbO 酶催化分支酸合成，随后连接到 CoA 连接酶 (CoL) 上。此后进行的是 NADPH 依赖性还原 (ER)。三种酶 fkbA、B、C 组成合酶中从加载模块到第10个模块的部分，执行所有 PKS1 过程。fkbB 酶参与利用烯丙基丙二酰辅酶A的步骤，以及可能的在 C21 位利用丙酰丙二酰辅酶A的合成步骤，这对 PKS1 而言是不太常见的。如前所述，如果两分子丙二酰辅酶A被两分子甲氧基丙二酰辅酶A替代，此过程会在模块7和模块8中由 fkbA 酶催化在 C13 和 C15 位完成。在模块10的最后一步 PKS1 过程后，fkbL 酶催化L-赖氨酸形成 L-2-哌啶甲酸，随后与来自模块 10 的中间产物分子完成NRPS过程，此过程由 fkbP 主导。成环发生在合成整个中间产物后。之后，他克莫司的前体分子经过合酶后修饰，如氧化和由S-腺苷甲硫氨酸完成的甲基化。具体来说，fkbM 酶负责棕色表示的 C31 位的醇甲基化，而 fkbD 酶负责绿色表示的 C9 位的氧化。在此之后，产物才作为他克莫司具有生物活性。   

## 研究

### 狼疮性肾炎
他克莫司已被证明可以降低严重感染的风险，同时还可以促进狼疮性肾炎患者肾功能的缓和。  

### 溃疡性结肠炎
他克莫司已被用于抑制与溃疡性结肠炎(UC) 相关的炎症。溃疡性结肠炎是一种炎症性肠病。尽管他克莫司目前几乎完全只用于试验病例，但其用于抑制 UC 发作时已表现出显著的有效性。  2022 年更新的 Cochrane 系统评价发现，他克莫司缓解和改善 UC 的效果可能优于安慰剂。 

## 拓展阅读
- Lv X, Qi J, Zhou M,  et al. . Crit. Rev. Oncol. Hematol. March 2020, 150: 102944. PMID 32247246. S2CID 214794350. doi:10.1016/j.critrevonc.2020.102944.